# Zofia Johansdotter Gyllenhielm

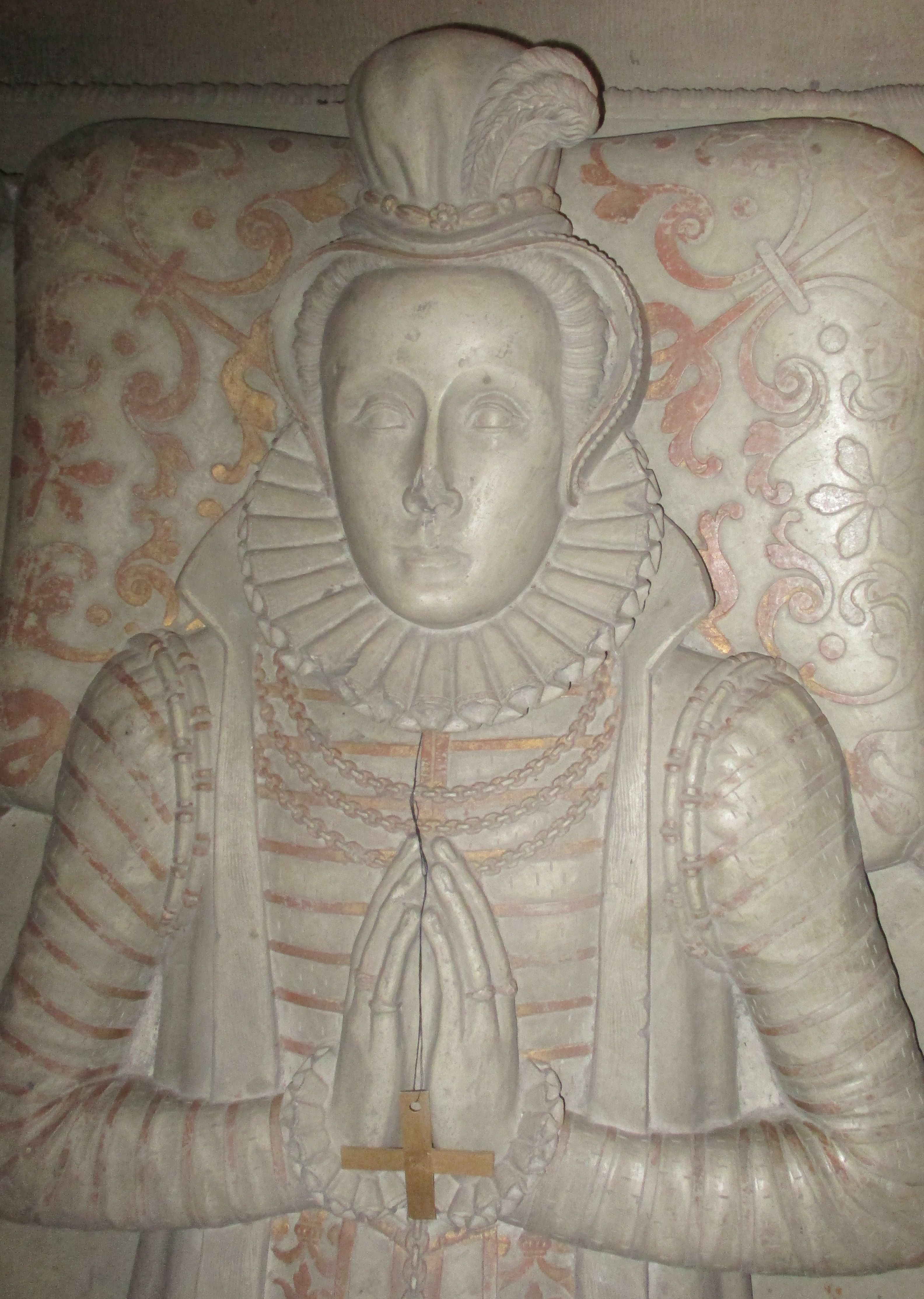
Sofia Johansdotter Gyllenhielm

Zofia Johansdotter Gyllenhielm (ur. 1556, zm. 20 czerwca 1583 w Rewlu) – nieślubna córka władcy Szwecji Jana III Wazy i fińskiej szlachcianki Katariny Hansdotter.

## Życiorys
4 lutego 1580 w kościele klasztornym w Vadstenie poślubiła francuskiego szlachcica Pontusa De la Gardiego. Urodziła mu trójkę dzieci:
- Britę Pontusdotter De la Gardie (ur. w kwietniu 1581, zm. 11 sierpnia 1645) – żonę Jespera Mattsona Cruusa, a po jego śmierci Gabriela Gustafssona Oxenstierna,
- Johana Pontussona De la Gardiego (ur. 3 maja 1582, zm. 10 marca 1640) – hrabiego Kjulaholmen, Rasik i Kareholmu,
- Jacoba Pontussona De la Gardiego – szwedzkiego polityka i żołnierza.

Zofia Johansdotter Gyllenhielm zmarła przy porodzie najmłodszego z dzieci i została pochowana w katedrze w Rewlu.